# ماسكينونجيه (كيبك)
ماسكينونجيه (بالإنجليزية: Maskinongé, Quebec)‏ هي بلدية محلية في كيبيك تقع في كندا في Maskinongé Regional County Municipality. يقدر عدد سكانها بـ 2,253 نسمة ومساحتها 74.40 كم2 .

## أعلام
- فرانسوا كزافييه أوبري